# Michelle Smith (atleta)
Michelle Mycah Leonie Smith (Saint Croix, 18 giugno 2006) è un'ostacolista, mezzofondista e velocista americo-verginiana che ha vinto la medaglia d'argento ai Giochi mondiali universitari estivi 2025 nei 400 metri ostacoli.

## Record nazionali
Seniores
- 400 metri ostacoli: 54"56 ( Gainesville, 4 aprile 2025)
- 800 metri piani: 2'06"18 ( St. George's, 1º aprile 2024)

Juniores (under 20)
- 600 metri piani indoor: 1'29"52 ( New York, 11 febbraio 2023)

## Progressione

### 800 metri piani
| Stagione | Misura  | Luogo         | Data      | Rank. Mond. |
| -------- | ------- | ------------- | --------- | ----------- |
| 2025     | 2'07"23 | Port of Spain | 21-4-2025 |             |
| 2024     | 2'06"18 | St. George's  | 1-4-2024  |             |
| 2023     | 2'07"95 | Tallahassee   | 24-3-2023 |             |
| 2022     | 2'10"78 | Kingston      | 18-4-2021 |             |
| 2021     | 2'15"85 | Humble        | 4-8-2021  |             |

### 400 metri ostacoli
| Stagione | Misura  | Luogo       | Data      | Rank. Mond. |
| -------- | ------- | ----------- | --------- | ----------- |
| 2025     | 54"56   | Gainesville | 4-4-2025  |             |
| 2024     | 55"96   | Atlanta     | 31-5-2024 |             |
| 2023     | 56"66   | Lubbock     | 29-4-2023 |             |
| 2022     | 57"48   | Cali        | 4-8-2022  |             |
| 2021     | 1'01"68 | Humble      | 3-8-2021  |             |

## Palmarès
| Anno | Manifestazione               | Sede              | Evento      | Risultato | Prestazione | Note                          |
| ---- | ---------------------------- | ----------------- | ----------- | --------- | ----------- | ----------------------------- |
| 2022 | Mondiali U20                 | Cali              | 400 m hs    | 5ª        | 57"48       | Miglior prestazione personale |
| 2023 | Giochi CAC                   | San Salvador      | 400 m hs    | 5ª        | 57"43       |                               |
| 2023 | Campionati NACAC U18         | San José          | 800 m piani | Oro       | 2'09"90     |                               |
| 2023 | Campionati NACAC U18         | San José          | 100 m hs    | Argento   | 13"88       |                               |
| 2023 | Campionati NACAC U18         | San José          | 400 m hs    | Oro       | 56"99       | Record dei campionati         |
| 2023 | Campionati panamericani U20  | Mayagüez          | 400 m hs    | Argento   | 57"99       |                               |
| 2023 | Giochi panamericani          | Santiago del Cile | 400 m hs    | 4ª        | 57"53       | [ 2 ]                         |
| 2024 | Mondiali U20                 | Lima              | 400 m hs    | 4ª        | 57"21       |                               |
| 2025 | Giochi mondiali universitari | Reno-Ruhr         | 400 m hs    | Argento   | 55"65       | [ 3 ]                         |

## Campionati nazionali
- 3 volte campionessa americo-verginiana dei 400 metri ostacoli (2023, 2024, 2025)
- 1 volta campionessa americo-verginiana dei 100 metri piani (2023)
- 1 volta campionessa americo-verginiana dei 100 metri ostacoli (2024)

2023
- Oro ai campionati americo-verginiani (Saint Croix), 100 metri piani - 11"83
- Oro ai campionati americo-verginiani (Saint Croix), 400 metri ostacoli - 57"44

2024
- Oro ai campionati americo-verginiani (Charlotte Amalie), 100 metri ostacoli - 14"31
- Oro ai campionati americo-verginiani (Charlotte Amalie), 400 metri ostacoli - 57"42

2025
- Oro ai campionati americo-verginiani (Saint Croix), 400 metri ostacoli - 56"31

## Altre competizioni internazionali
2022
- Argento ai CARIFTA Games U17 ( Kingston), 100 m ostacoli - 14"31
- Oro ai CARIFTA Games U17 ( Kingston), 400 metri ostacoli - 58"61
- eliminata in batteria ai CARIFTA Games U17 ( Kingston), 800 m piani - 2'18"47

2023
- Oro ai CARIFTA Games U20 ( Nassau), 400 m ostacoli - 57"69
- Oro ai CARIFTA Games U20 ( Nassau), 800 m piani - 2'09"72

2024
- Oro ai CARIFTA Games U20 ( St. George's), 400 m ostacoli - 56"28[4]
- Oro ai CARIFTA Games U20 ( St. George's), 800 m piani - 2'06"18

2025
- Oro ai CARIFTA Games U20 ( Port of Spain), 400 m ostacoli - 	56"60
- Oro ai CARIFTA Games U20 ( Port of Spain), 800 m piani - 2'07"23

## Onorificenze
- Ambasciatrice sportiva delle Isole Vergini (2022)[5]